# 最後の夜 (葛谷葉子の曲)
「最後の夜」（さいごのよる）は、シンガーソングライター葛谷葉子のバラード曲。オリジナルは1999年9月22日に発売した葛谷1枚目のアルバム『MUSIC GREETINGS VOLUME ONE』に収録された。
「ASAYAN超男子。」の仮デビュー曲としてカバーされ、シングル化もされたが、これについても後述する。

## 最後の夜 〜KUZUYA'S R&B〜
「最後の夜 〜KUZUYA'S R&B〜」（さいごのよる クズヤズ・アール・アンド・ビー）は、葛谷葉子のセルフカバー・シングル。2001年3月23日発売。葛谷6枚目のシングル。このバージョンは葛谷2枚目のアルバム『MUSIC GREETINGS VOLUME TWO』にも収録。

### 収録曲（KUZUYA'S R&B）
1. 最後の夜 〜KUZUYA'S R&B〜
  - （作詞・作曲：葛谷葉子／編曲：松原憲）
  - テレビ東京系『JAPAN COUNTDOWN』エンディング・テーマ
2. ひとしずくの涙
  - （作詞：葛谷葉子／作曲：葛谷葉子 and NORTH WAVE“MG”LOVERS／編曲：土肥真生）
3. 最後の夜 〜less vocal〜
  - （作曲：葛谷葉子／編曲：松原憲）

## ASAYAN超男子。仮デビューシングル
テレビ東京の番組『ASAYAN』企画「男子ボーカリストオーディション」で、3組の「ASAYAN超男子。」が仮デビュー曲として「最後の夜」をカバーした。これは、2000年12月15日に以下の3種のシングルとなり、同時に各3万5000枚限定発売された。発売元はデフスターレコーズ。プロデューサーはすべて松尾潔。
ジャケットはシングル3種とも、レコーディングで使用するマスターテープが入っているケースのインデックス部分をCDジャケット用に模したデザインになっている。川畑・堂珍盤は青字、堂珍・ネスミス盤は緑字、ネスミス・藤岡盤は赤字でタイトル・曲名などが記述されている。
- 「最後の夜 / My Cherie Amour」 - 川畑・堂珍（CHEMISTRYとして正式デビュー）のシングル。後にCHEMISTRYのコンセプト・アルバム『Between the Lines』（2003年）に当時の音源のまま収録。
- 「最後の夜 / I'll Be There」 - 堂珍・ネスミスのシングル。
- 「最後の夜 / Stand By Me」 - ネスミス・藤岡のシングル。
- 「最後の夜」の編曲はいずれもMaestro-T。

### 各シングル収録曲

#### 最後の夜 / My Cherie Amour
1. 最後の夜
2. My Cherie Amour
  - （作詞・作曲：Henry Cosby, Stevie Wonder and Sylvia Moy／編曲：藤本和則）
  - 後に『CHEMISTRY 2001-2011』 Disc2に収録。

#### 最後の夜 / I'll Be There
1. 最後の夜
2. I'll Be There
  - （作詞・作曲：Hal Davis, Berry Gordy Jr, Willie Hutch and Bob West／編曲：YANAGI “GEES” MITSUO）

#### 最後の夜 / Stand By Me
1. 最後の夜
2. Stand By Me
  - 作詞・作曲：Ben E. King, Jerry Leiber and Mike Stoller／編曲：I.S.O.）